# Oleada de aeronaves de 1896-1897

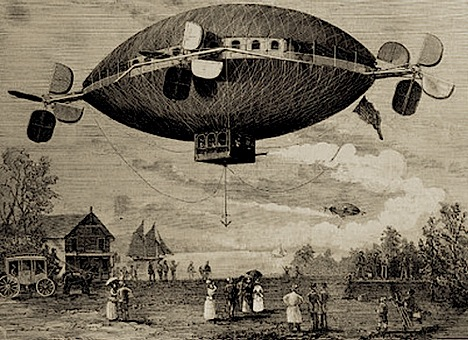
Bosquejo de Moses S. Coles de su “Aerial Vessel” (US Patent No. 352298, 9 de noviembre de 1886), en Scientific American, 1 de enero de 1887.

La oleada de aeronaves de 1896-1897, también referidas como dirigibles misteriosos o dirigibles fantasma, alude a la visión de una clase de objetos voladores no identificados reportados a partir de una serie de informes periodísticos originados en el oeste de Estados Unidos y que se extendieron hacia el este del país desde finales de 1896 hasta principios de 1897. Según el investigador Jerome Clark, los avistamientos fueron divulgados por todo el mundo durante los años 1880 y 1890.
Dichos informes de dirigibles misteriosos son vistos como un predecesor cultural de los modernos avistamientos de ovnis caracterizados por su fisonomía como platillos volantes y pilotados por extraterrestres. Los informes típicos de aeronaves implicaban luces no identificadas, pero reportes más detallados relataron naves comparables a un dirigible. Los informes de los presuntos tripulantes y pilotos los describían generalmente como de apariencia humana, aunque a veces la tripulación afirmaba ser de Marte.
Se creía popularmente que las aeronaves misteriosas provenían de algún genial inventor que no estaba listo para poner en conocimiento su creación pública. Por ejemplo, se especuló tanto con que Thomas Edison era la mente tras las pretendidas aeronaves, que en 1897 “se vio obligado a emitir una declaración enérgica” negando su responsabilidad.
Se ha argumentado con frecuencia que no es probable que las misteriosas aeronaves representasen vuelos de prueba de dirigibles reales manufacturados por el ser humano, ya que no se conocen registros exitosos de vuelos sostenidos o de largo alcance, y “habría sido imposible, por no decir irracional, mantener tal cosa en secreto”. Por el contrario, sin embargo, había de hecho varios dirigibles funcionales manufacturados antes de los informes de 1896-97 (por ejemplo, Solomon Andrews hizo vuelos de prueba satisfactorios de su “Aereon” en 1863), pero sus capacidades eran mucho más limitadas que las de los misteriosos dirigibles. Reece y otros señalan que los periódicos norteamericanos contemporáneos de la época del “periodismo amarillo” tenían más probabilidades de imprimir historias y bromas elaboradas que las fuentes de noticias modernas, y los editores de finales del siglo XIX esperaban a menudo que el lector comprendiera que tales historias eran falsas. La mayoría de los periodistas de la época no parecieron tomar los informes de los dirigibles misteriosos muy en serio, ya que después de que concluyese la oleada principal de 1896-97, el tema disminuyó rápidamente en la conciencia pública. Las historias recibieron atención adicional solamente después de que los informes periodísticos de 1896-97 fueran en gran parte redescubiertos a mediados de los años 1960 y de que los investigadores ovni sugirieran que los "dirigibles" podrían representar los precursores de los avistamientos ovni posteriores a la Segunda Guerra Mundial.

## La oleada de aeronaves de 1896-1897

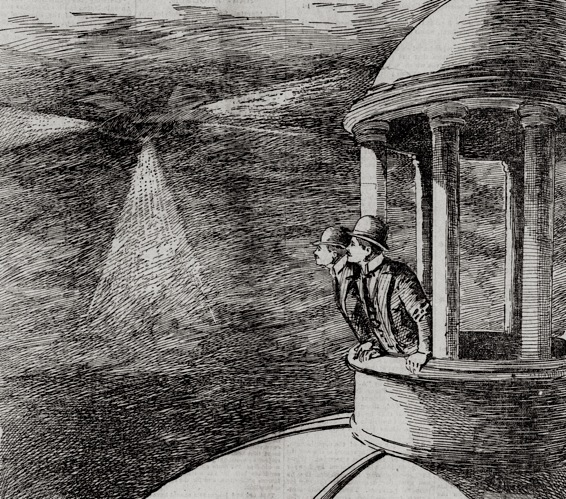
Avistamiento de la aeronave misteriosa, 29 de noviembre de 1896, San Francisco Call.

La más conocida de las oleadas de avistamiento de una misteriosa aeronave comenzó en California en 1896. Posteriormente, informes y relatos de aeronaves similares vinieron de otras áreas, moviéndose generalmente hacia el este por todo el país. Algunos reportes durante esta ola de informes de aeronaves afirmaron que los ocupantes eran visibles en algunos dirigibles, divulgándose también encuentros con los pilotos. Estos ocupantes a menudo parecían ser humanos, aunque su conducta, manierismos y vestimenta fueron a veces reportados como inusuales. En ocasiones los aparentes seres humanos afirmaron ser del planeta Marte.
El historiador Mike Dash describió y resumió la serie de avistamientos de aeronaves de 1896-1897 escribiendo:

No solo eran [las aeronaves misteriosas] más grandes, más rápidas y más robustas que cualquier otra cosa producida entonces por los aviadores del mundo; parecían poder volar enormes distancias, y algunas estaban equipadas con alas gigantes... La oleada de aeronaves de 1896-1897 es probablemente la mejor investigada de todas las anomalías históricas. Los archivos de casi 1.500 periódicos de todo Estados Unidos han sido revisados para informes, una asombrosa proeza de investigación. La conclusión general de los investigadores fue que un número considerable de los avistamientos más simples se debieron a la identificación errónea de planetas y estrellas, y un gran número de los más complejos, el resultado de engaños y bromas. Un pequeño residuo permanece desconcertante.

### Casos específicos

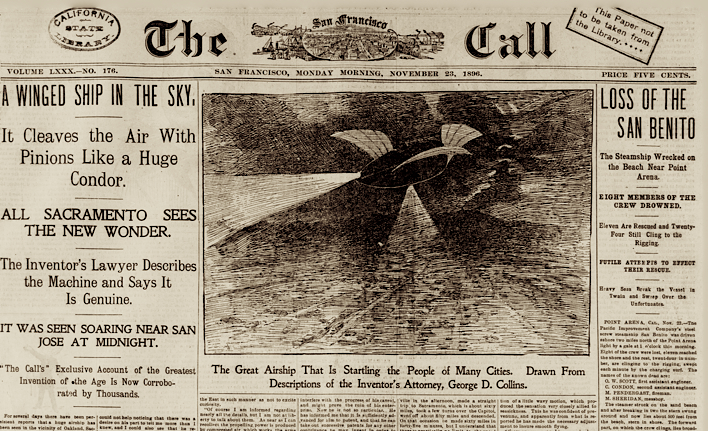
Dirigible misterioso, titular en The San Francisco Call. 23 de noviembre de 1896.

- El Sacramento Bee y el San Francisco Call reportaron el primer avistamiento el 18 de noviembre de 1896.[5] Los testigos informaron de una luz que se movía lentamente sobre Sacramento en la tarde del 17 de noviembre con una elevación estimada de 1000 pies (300 m).[5] Algunos testigos dijeron que podían ver una forma oscura detrás de la luz.[5] Un testigo llamado R. L. Lowery divulgó que oyó una voz desde la nave ordenando aumentar la elevación con el fin de evitar golpear una torre de iglesia.[5] Lowery agregó, “en lo que sin duda significó un guiño al lector”, que creía que el aparente capitán se refería a la torre de una cervecería local, ya que no había iglesias cercanas.[5] Lowery describió más adelante la nave como siendo accionada por dos hombres esforzándose sobre pedales de bicicleta. Por encima de los hombres pedaleando parecía haber un compartimiento de pasajeros, que se encontraba bajo el cuerpo principal del dirigible. Una luz estaba montada en el extremo delantero de la aeronave.[5] Algunos testigos reportaron el sonido de un canto mientras la nave pasaba por encima.[5]

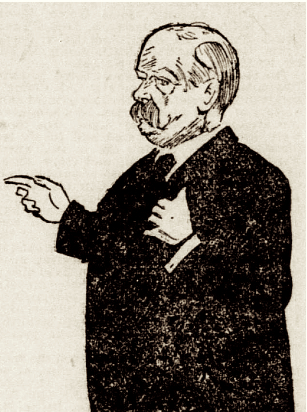
Ilustración del coronel Henry Glenville Shaw (1843-1907), The San Francisco Call.

- El 19 de noviembre de 1896, la publicación de Stockton, California, el Daily Mail, presentó uno de los primeros informes de un presunto avistamiento de nave extraterrestre.[9] El coronel H. G. Shaw afirmó que mientras conducía su calesín por el campo cerca de Stockton, se encontró con lo que parecía ser una nave espacial aterrizada.[9] Shaw lo describió como una superficie metálica que era completamente indiferenciada al margen de un timón, y con extremos puntiagudos.[9] Estimó un diámetro de 25 pies (7 metros) y dijo que el buque tenía alrededor de 150 pies (45 metros) de longitud total.[9] Se dice que tres seres esbeltos, de 7 pies de altura (2,1 m), aparentemente extraterrestres, se acercaron desde la nave mientras “emitían un extraño ruido gorjeante”.[9] Los seres supuestamente examinaron el calesín de Shaw y luego intentaron forzarlo físicamente para que los acompañara de regreso a la aeronave.[10] Se dijo que los extraterrestres se rindieron después de darse cuenta de que carecían de la fuerza física suficiente como para obligar a Shaw a entrar en la nave.[4] Supuestamente huyeron de regreso a su aeronave, que se elevó del suelo y se perdió de vista.[4] Shaw creyó que los seres eran marcianos enviados a secuestrar a un terrícola por motivos incognoscibles pero potencialmente nefastos.[4] Esto ha sido visto por algunos como un intento temprano de abducción extraterrestre; aparentemente es el primer relato publicado de seres extraterrestres intentando secuestrar a seres humanos en su nave espacial.[11]

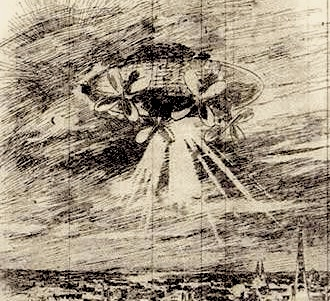
Ilustración de la misteriosa aeronave sobre Sacramento. 18 de noviembre de 1896, Daily Record-Union.

- La luz misteriosa reapareció sobre Sacramento la tarde del 21 de noviembre. Esa misma tarde fue vista después también sobre Folsom, San Francisco, Oakland, Modesto, Manteca, Sebastopol y muchas otras ciudades y según se informó fue contemplada por cientos de testigos.
- A un testigo de Arkansas, presuntamente el exsenador estatal Harris, le fue supuestamente contado por un piloto de aeronave (durante las tensiones que condujeron a la guerra hispano-estadounidense) que su nave estaba destinada a Cuba, con el fin de usar su “ametralladora Hotchkiss” para “matar españoles”.[12]
- En un relato de Texas, tres hombres informaron de un encuentro con una aeronave y con “cinco hombres peculiarmente vestidos” que afirmaban ser descendientes de las tribus perdidas de Israel y que habían aprendido inglés de la expedición del polo norte de 1553 liderada por Hugh Willoughby.
- El 2 de febrero de 1897, el Omaha Bee divulgó un avistamiento aéreo sobre Hastings, Nebraska, el día anterior.[13]
- Un artículo en el Albion Weekly News informó que dos testigos vieron un accidente de aeronave muy cerca de donde estaban.[13] La aeronave desapareció repentinamente, apareciendo un hombre parado donde había estado el objeto.[13] El piloto de la aeronave mostró a los hombres un pequeño dispositivo que supuestamente le permitió reducir la nave a un tamaño lo suficientemente pequeño como para almacenarla en su bolsillo.[13] Un periódico rival, el Wilsonville Review, alegó de forma lúdica que su propio editor fue un testigo adicional del incidente y que escuchó al piloto decir “Weiver eht rof ebircsbus!”.[13] La frase que supuestamente escuchó es “suscríbase al Review” escrita al revés.[13]
- El 10 de abril de 1897, el St. Louis Post-Dispatch publicó una historia relatando que un tal W. H. Hopkins encontró una aeronave aterrizada de unos 20 pies de largo y 8 pies de diámetro cerca de las afueras de Springfield, Misuri.[4] Al parecer, el vehículo era propulsado por tres grandes hélices y tripulado por una hermosa mujer desnuda y un hombre barbudo, también desnudo.[4] Hopkins intentó con alguna dificultad comunicarse con la tripulación para determinar sus orígenes. Finalmente, comprendieron lo que Hopkins les estaba pidiendo y ambos señalaron el cielo y “pronunciaron algo que sonaba como la palabra Marte”.[4]
- Un 16 de abril de 1897, una historia publicada por el Table Rock Argus afirmó que un grupo de “anónimos pero fiables” testigos había visto una aeronave navegando por encima de ellos.[13] La embarcación tenía muchos pasajeros.[13] Los testigos afirmaron que entre estos había una mujer atada a una silla, otra mujer que la atendía y un hombre con una pistola que custodiaba a su aparente prisionera.[13] Antes de que los testigos pensaran ponerse en contacto con las autoridades, la aeronave ya se había ido.[13]
- Una informe de Aurora, Texas,[14] relatado en The Dallas Morning News el 19 de abril de 1897, detalló que un par de días antes una aeronave había chocado contra un molino de viento perteneciente al juez Proctor, estrellándose después en un pozo cercano. El ocupante estaba muerto y mutilado, pero la historia informó que el presunto piloto era claramente “un habitante que no era de este mundo”.[15] Extrañas figuras “jeroglíficas” fueron vistas en los restos, que parecían “una mezcla de aluminio y plata... debía haber pesado varias toneladas”.[15] En el siglo XX, un material metálico inusual recuperado del supuesto lugar de choque se mostró que contenía un porcentaje mezclado de aluminio y hierro. La historia terminó indicando que el piloto recibió un “entierro cristiano” en el cementerio de la ciudad. En 1973, investigadores de MUFON descubrieron el supuesto marcador de piedra usado en este entierro. Sus detectores de metal indicaron que una cantidad de material extraño podría permanecer enterrado allí. Sin embargo, no se les permitió exhumar, y cuando regresaron varios años después, la lápida y cualquier material metálico que había quedado bajo ella habían desaparecido.
- Un relato de Alexander Hamilton de Leroy, Kansas, supuestamente ocurrido alrededor del 19 de abril de 1897 y publicado en el Yates Center Farmer's Advocate el 23 de abril. Hamilton, su hijo y un inquilino presenciaron una aeronave flotando sobre su establo de ganado. Tras un examen más detenido, los testigos se dieron cuenta de que un “cable” rojo de la aeronave había enganchado una vaquilla, pero también se había enredado en la cerca del establo. Tras intentar liberar sin éxito a la vaquilla, Hamilton soltó una parte de la cerca, y luego “se quedó asombrado al ver la nave, la vaquilla y todo lo demás ascendiendo lentamente y navegar”.[16] Algunos han sugerido que este fue el primer informe de mutilación de ganado. En 1982, sin embargo, el investigador de ovnis Jerome Clark desmitificó esta historia y confirmó a través de entrevistas y la propia declaración jurada de Hamilton que el relato fue un intento exitoso de ganar una competición del Liar's Club a fin de crear el cuento más extravagante.

## Otras oleadas

### Oleada de 1887
Hubo un número de informes de aeronaves misteriosas en la costa este de los Estados Unidos en 1887.

### 1909-1913

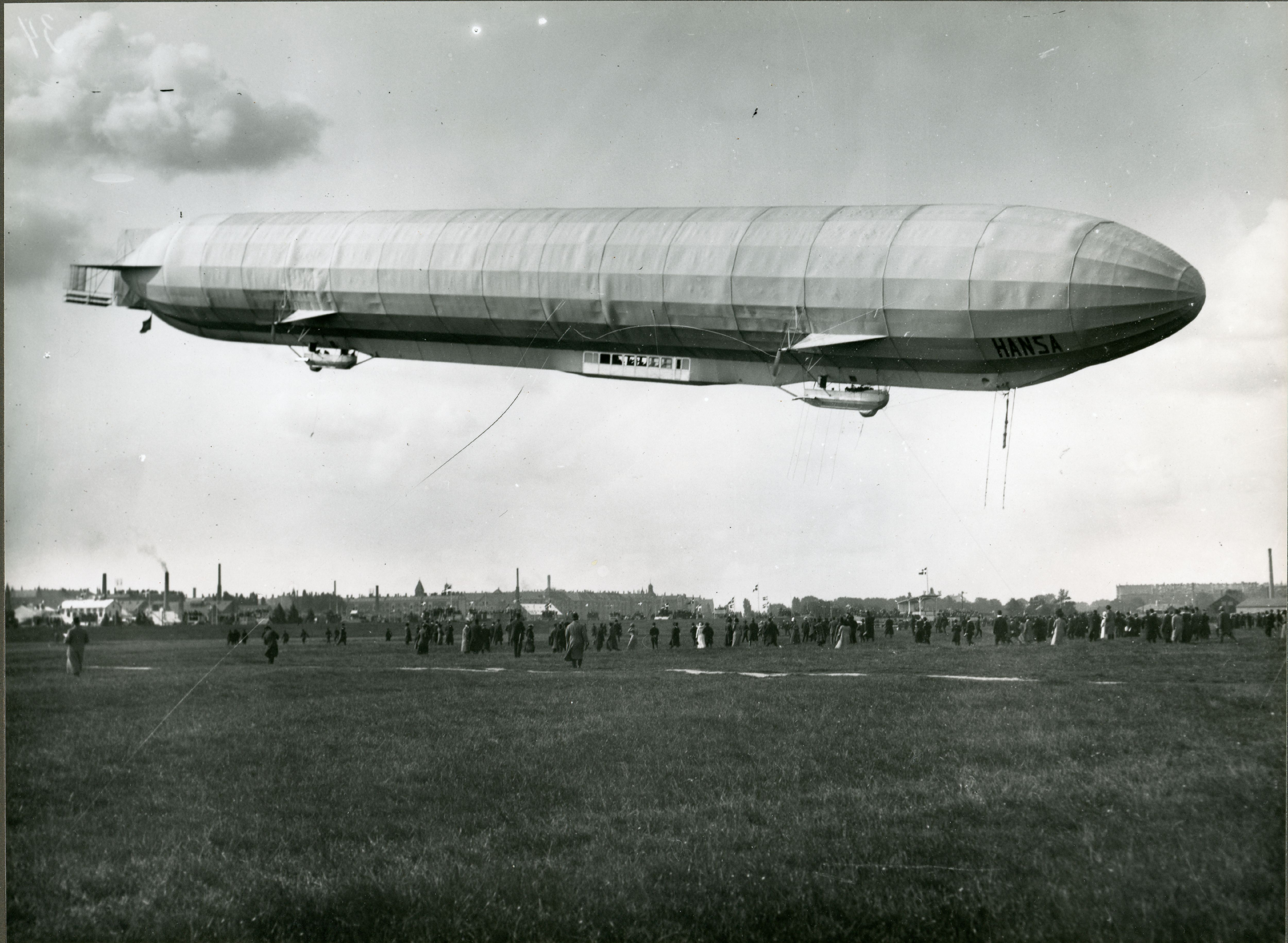
Zepelín de 1912.

También fueron reportados una serie de avistamientos de una aeronave misteriosa en 1909 en Nueva Inglaterra, Nueva Zelanda y varios lugares de Europa. Informes posteriores vinieron del Reino Unido en 1912 y 1913. Sin embargo, para entonces la tecnología del dirigible estaba bien avanzada (el Conde Ferdinand von Zeppelin había estado volando sus masivos dirigibles de pasajeros durante casi una década para entonces), abriendo la posibilidad de que éstos pudieran haber sido pequeños dirigibles privados en lugar de pruebas de visitas extraterrestres o los más razonables engaños de los periódicos.
Wallace Tillinghast, un hombre de negocios de Massachusetts, ganó notoriedad por las afirmaciones de que era responsable de la oleada de 1909 debido a un dirigible que había construido, pero sus afirmaciones nunca fueron fundamentadas.

## Investigaciones posteriores
Jerome Clark escribe: "Una característica curiosa de las oleadas de aeronaves misteriosas después de 1887 fue el fracaso de cada una de ellas en adherirse a la memoria histórica. Aunque la de 1909, por ejemplo, trajo una avalancha de avistamientos en todo el mundo y la discusión y especulación concomitantes, los relatos contemporáneos no aluden a los acontecimientos enormemente publicitados de poco más de una década antes".
Clark escribe que cualquier intento de «descubrir la verdad sobre el evento de finales del siglo XIX se enfrenta a algunas realidades infelices: la cobertura de los periódicos no era confiable; ningún investigador independiente ('aeronavologos') habló directamente con los presuntos testigos o intentó verificar o desacreditar sus testimonios; y, con una sola excepción insatisfactoria, ningún testigo ocular fue entrevistado incluso en los años 1950, cuando algunos estaban todavía presumiblemente vivos».

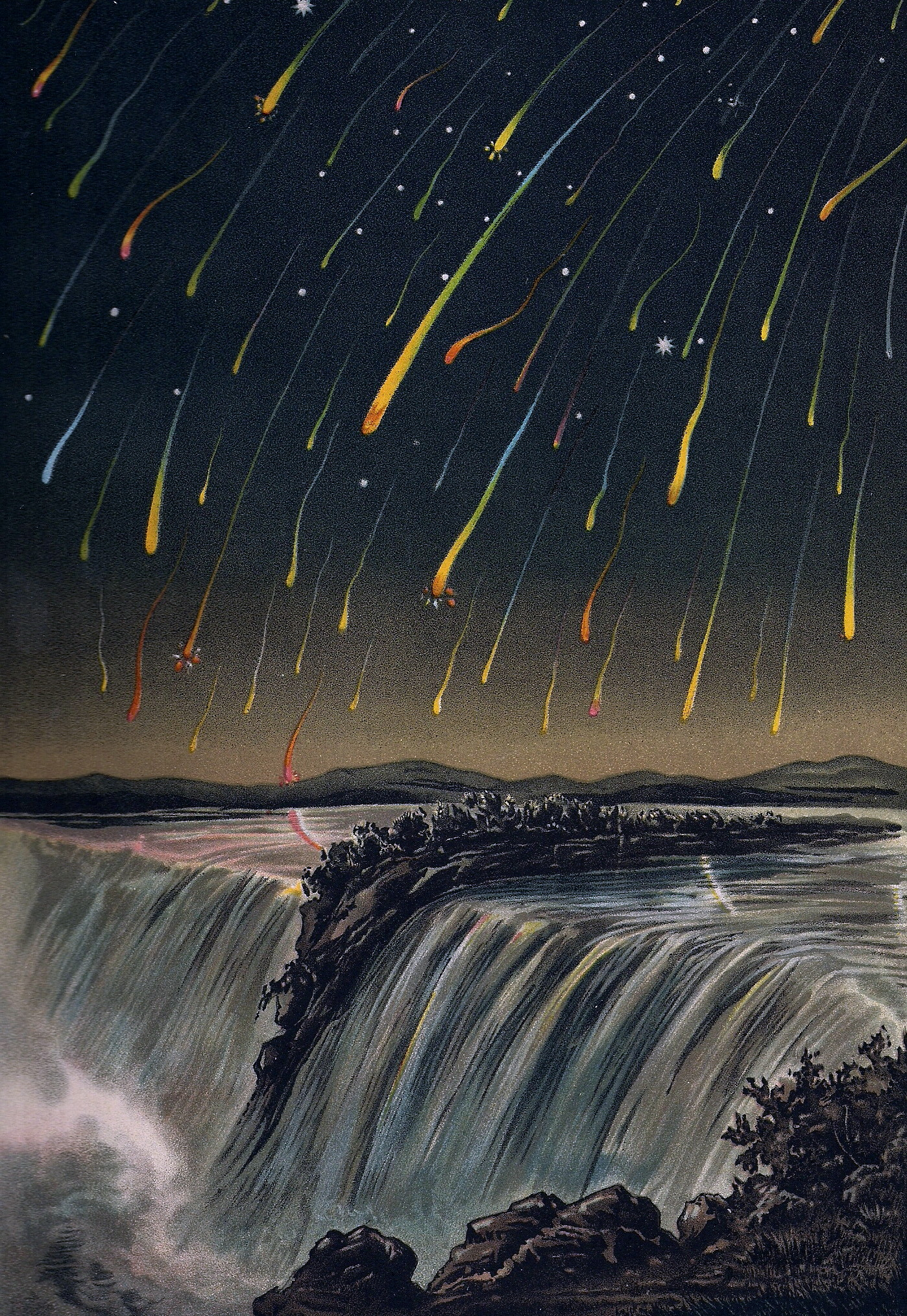
Leónidas en 1833.

La “sola excepción insatisfactoria” que Clark cita es un exempleado del San Francisco Chronicle entrevistado por teléfono por Edward J. Ruppelt en 1952. Ruppelt escribió que el hombre "había sido el chico de los recados de la redacción... y recordó el incidente, pero el tiempo había eliminado los detalles. Me dijo que él, el editor del periódico y el personal de noticias habían visto “la nave”, como se refirió al ovni. Su historia, a pesar de que tenía cincuenta y seis años, pegaba con otras que había oído cuando dijo que nadie en el periódico le contó a nadie lo que había visto; no querían que la gente pensara que estaban “locos”.
Jacobs señala: «La mayoría de los argumentos en contra de la idea de la aeronave vinieron de individuos que asumieron que los testigos no vieron lo que afirmaron ver. Éste es el vínculo crucial entre el fenómeno de 1896-97 y el fenómeno moderno de los objetos voladores no identificados que comenzó en 1947. También fue central en el debate sobre si los objetos voladores no identificados constituían un fenómeno único».
En 2009, el autor estadounidense J. Allan Danelek escribió un libro titulado The Great Airship of 1897 en el que defendió que la aeronave misteriosa fue obra de un desconocido, posiblemente financiado por un acaudalado inversor de San Francisco, el cual decidió construir una aeronave prototipo como vehículo de prueba para una serie posterior de aeronaves de pasajeros más grandes. En el trabajo, Danelek demuestra cómo la nave pudo haber sido construida usando materiales y tecnologías disponibles en 1896 (incluyendo dibujos lineales especulativos y detalles técnicos). La nave, propone Danelek, fue construida en secreto para salvaguardar su diseño de la infracción de patentes, así como para proteger a los inversores en caso de fracaso. Observando que los vuelos fueron vistos inicialmente sobre California y sólo más tarde sobre el Medio Oeste, especula que el inventor estaba haciendo una serie de vuelos de prueba cortos, moviéndose de oeste a este y siguiendo las líneas ferroviarias principales para el apoyo logístico, y que fueron éstos vuelos experimentales los que formaron la base para muchos, aunque no todos, de los reportes de periódicos de la época. Danelek también señala que los informes terminaron abruptamente a mediados de abril de 1897, lo que sugiere que la nave pudo haberse encontrado con el desastre, poniendo fin a la aventura y permitiendo que los avistamientos cayeran en el reino de la mitología.

## Explicaciones

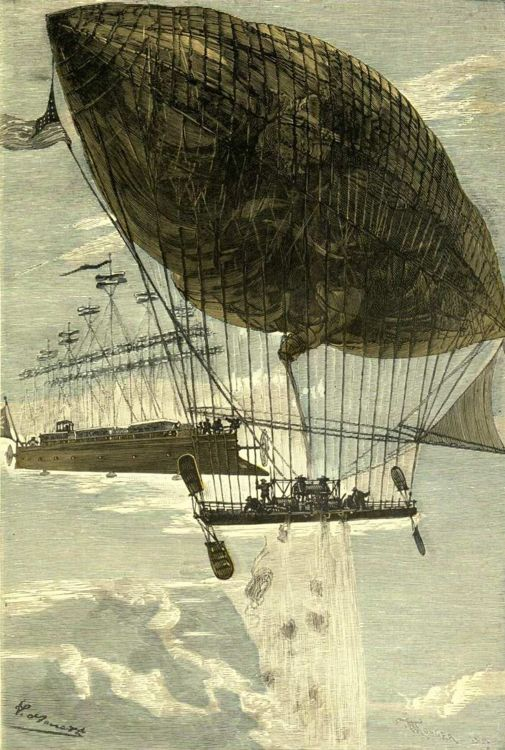
Ilustración de la novela de Julio Verne de 1886 Robur el conquistador.

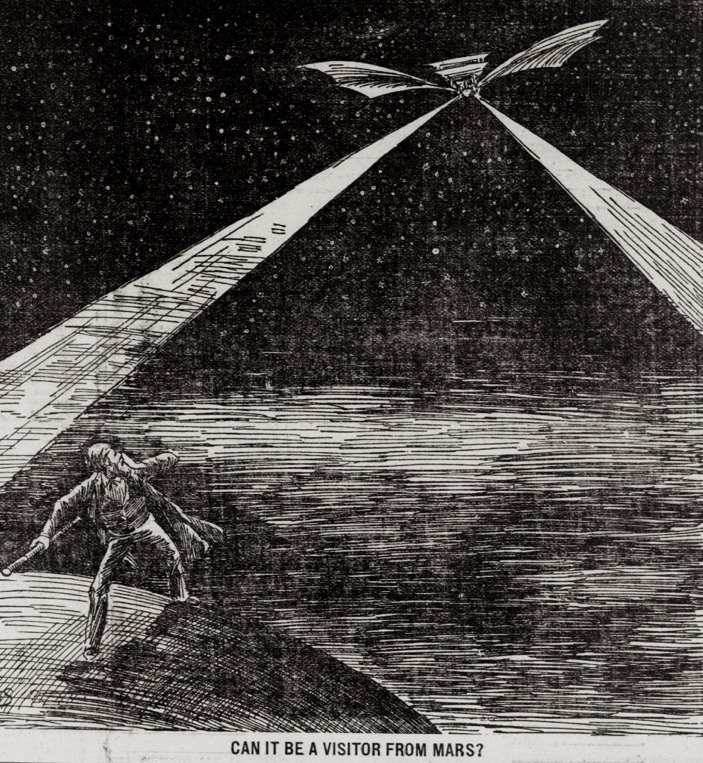
La aeronave misteriosa, en The Saint Paul Globe, 13 de abril de 1897, donde se cita a pie de página: ¿Puede ser un visitante de Marte?

### Engaños o errores de identificación
Durante la oleada de 1896-97 hubo muchos intentos de explicar los avistamientos de aeronaves, incluyendo bulos, bromas, trucos publicitarios y alucinaciones. Un hombre sugirió que las aeronaves eran enjambres de luciérnagas identificados erróneamente por los observadores.
Jacobs cree que muchas historias de aeronaves se originaron a partir de «reporteros emprendedores que perpetraban embustes periodísticos». Señala que muchos de estos relatos «son fáciles de identificar debido a su tono irónico y énfasis en lo sensacional». Además, en muchos de esos engaños periodísticos, el autor hace su intención obvia “diciendo - en la última línea - que estaba escribiendo desde un manicomio (o algo así)”.

### Aeronaves humanas
Algunos argumentaron que los informes de aeronaves eran reportes auténticos. Diversos dirigibles habían sido volados públicamente en los Estados Unidos desde el Aereon de 1863, y numerosos inventores estaban trabajando en diseños de dirigibles y aviones (la idea de que un inventor secreto podría haber desarrollado una nave viable con capacidades avanzadas fue el foco de la novela de Julio Verne de 1886 Robur el conquistador). De hecho, dos oficiales e ingenieros franceses del ejército, Arthur Krebs y Charles Renard, habían volado exitosamente en un dirigible impulsado por electricidad, llamado La France, tan pronto como en 1885, realizando no menos de siete vuelos exitosos durante un período de once meses. También durante el período de 1896-97, David Schwarz construyó en Alemania un dirigible con cubierta de aluminio que voló con éxito sobre Berlín antes de dañarse irreparablemente durante un duro aterrizaje. Ambos acontecimientos demostraron claramente que la tecnología para construir un dirigible práctico existió durante el período en cuestión, aunque si los informes de las capacidades de la aeronave de California y del Medio Oeste avistada en 1896-97 son verdaderos, habría sido considerablemente más avanzada que cualquier dirigible construido hasta ese momento.
Varios individuos, incluyendo Lyman Gilmore y Charles Dellschau, fueron identificados más adelante como candidatos posibles de haber estado implicados en el diseño y la construcción de los dirigibles, aunque poca evidencia fue encontrada en apoyo de estas ideas.

### Reivindicaciones de origen extraterrestre
Fuentes tempranas citan la hipótesis extraterrestre, todas a partir de 1897, incluyendo el Washington Times, que especuló que las aeronaves eran “un grupo de reconocimiento de Marte”; y el Saint Louis Post-Dispatch, que sugirió sobre las aeronaves que “estos pueden ser visitantes de Marte, temerosos, al fin, de invadir el planeta que han estado buscando”. En 1909, una carta impresa en el Otago Daily Times (Nueva Zelanda) sugirió que los misteriosos avistamientos de aeronaves que se estaban reportando entonces en ese país se debían a “naves espaciales marcianas impulsadas atómicamente”.

### En inglés
- Clark, Jerome (1998), The UFO Book: Encyclopedia of the Extraterrestrial, Visible Ink, ISBN 1-57859-029-9..
- ——— (2000), «The Extraterrestrial Hypothesis in the Early UFO Age»,  en Jacobs, David M, ed., UFOs and Abductions: Challenging the Borders of Knowledge, University Press of Kansas, pp. 122–40, ISBN 0-7006-1032-4..
- Genini, Ron (Mayo de 1983), «The Airship of '96: Flight of Fancy or Flight in Fact?», The Californians: The Magazine of California History: 6-15..
- Genini, Ron (Diciembre de 1979), «Close Encounters of the Earliest Kind», American Heritage: 94-99..
- Gorvetzian, Jeff (1998), «Once Upon A Time In Aurora», Fortean Times (115)..
- The Heirophant's Apprentice, «The Fortean Times Random Dictionary of the Damned: No. 6: Airships & Scareships Part One: 1896–7», Fortean Times (196): 46-49..
- ———, «The Fortean Times Random Dictionary of the Damned: No. 7: Airships & Scareships Part Two: 1909–14», Fortean Times (198): 48-50..
- Jacobs, David Michael (1975), The UFO Controversy In America, Indiana University Press, ISBN 0-253-19006-1..
- Reece, Gregory L (2007). UFO Religion: Inside Flying Saucer Cults and Culture. I. B. Tauris. ISBN 1-84511-451-5., 213 pp.
- Ruppelt, Edward J (1956), The Report on Unidentified Flying Objects, Nicap..

### En español
- Caravaca, José Antonio (2023). Los ovnis de Julio Verne. ¿Máquinas de otros mundos en el siglo XIX?. Editorial Guante Blanco. ISBN 978-84-18151-87-3.
- Jacques Vallée (1972, 1976). Pasaporte a Magonia. Traducción Antonio Ribera. Plaza & Janés. p. 164. ISBN 978-84-01-31018-8 / ISBN 978-84-01-47027-1.
- Moisés Garrido Vázquez (2016). Ovnis, del espacio exterior al espacio interior. Diversa Ediciones. p. 22. ISBN 9788494608131.

- Datos: Q892372
- Multimedia: Airships wave of 1896-1897 / Q892372